# Faramea spathacea
Faramea spathacea là một loài thực vật có hoa trong họ Thiến thảo. Loài này được Müll.Arg. ex Standl. mô tả khoa học đầu tiên năm 1936.